# Comte de Lamia
Le comte de Lamia ou comte de la Lamia (en grec byzantin κόμης τῆς λαμίας / kómês tês lamías) est un fonctionnaire byzantin du Génikon chargé probablement du dernier grand grenier d'État de Constantinople au IXe siècle, le successeur des horrea Alexandrina mentionnés par Notitia Urbis Constantinopolitanae près du port de Théodose.

## Histoire
Ce fonctionnaire n'est mentionné que dans le Kletorologion de Philothée (en 899), au huitième rang sur douze) des charges dépendant du logothète du génikon, sans précision sur ses attributions. Il est aussi connu par des sceaux datés entre les IXe et XIe siècles, dont les propriétaires étaient titulaires des dignités de spathaire, strator ou de protospathaire, et combinaient parfois cette charge avec celle de grand chartulaire du génikon ou d’épi tôn oikeiakôn.
L'identification des fonctions de ce personnage repose sur l'interprétation du terme Lamia : on a longtemps cru que ce nom était à mettre en relation avec le mot latin lam(i)na, et par conséquent que le comte était chargé des mines de métaux précieux. Selon O. Seeck, il aurait été le successeur du comes metallorum per Illyricum, le comte chargé des mines d'Illyricum cité dans la Notitia dignitatum. Cette hypothèse est abandonnée depuis que Cyril Mango a démontré que Lamia est en réalité un toponyme constantinopolitain : une source hagiographique du milieu du VIIe siècle, les Miracles de saint Artémios, mentionne ainsi un gardien d'origine alexandrine, affecté à un monument désigné sous le nom de « horion du (quartier) de Kaisarios, dit Lamia ». Le port de Kaisarios, connu par d'autres sources, ne serait autre que le port de Théodose (connu aussi comme Eleuthérion), et l’horion, un grand horreum hérité de l'Antiquité tardive, identifiable à l’horreum Alexandrinum de la Notitia Urbis. Les Patria confirment pour leur part l'existence d'un monument connu sous le nom de Lamia dans cette même région de Constantinople et la présence voisine d'un horeion, qui serait ce même horreum.
Qu'il existe encore des greniers impériaux pendant cette période est attesté par diverses sources : Théophane le Confesseur les mentionne en indiquant qu'Anastase II les approvisionne en 715 en prévision d'une attaque arabe par exemple. Le comte de Lamia serait donc le successeur du comte des horrea de l'époque précédente, chargé du dernier des grands greniers impériaux ayant survécu à la crise du VIIe siècle, sur les cinq que comptait la ville antique tardive d'après la Notitia Urbis. C'est grâce au port Julien, le principal port encore en activité à cette époque sur la Propontide — le port de Théodose étant rapidement comblé — que le grenier de Lamia est approvisionné en blé.
Il est possible que cet entrepôt ait été le magasin d'État où les boulangers devaient obligatoirement se fournir en blé d'après certaines lectures du Livre de l'Éparque.